# 2017년 7월
| 2017년: 1월 · 2월 · 3월 · 4월 · 5월 · 6월 · 7월 · 8월 · 9월 · 10월 · 11월 · 12월 |

| \| 2017년 7월 1일 (토요일) \| \| 편집 \| |  |      |
| 정치 - 홍콩에서 홍콩 반환 20주년 기념식이 열렸으며, 캐리 람 신임 행정장관의 취임하였다. 관련하여 반정부 집회가 열린 가운데, 지난 2014년 홍콩 시위를 이끌었던 조슈아 웡이 체포되기도 하였다. 스포츠 - 독일 뒤셀도르프에서 제104회 투르 드 프랑스가 개최되었다. 부고 - 대한민국의 소설가 박상륭이 77세를 일기로 숨졌다. |  |      |
| 2017년 7월 1일 (토요일) |  | 편집 |

| 2017년 7월 1일 (토요일) |  | 편집 |

| \| 2017년 7월 2일 (일요일) \| \| 편집 \| |  |      |
| 정치 - 고이케 유리코가 이끄는 도민퍼스트회가 도쿄도의회 선거에서 전체 127석 중 49석을 가져가며 승리하였다. 또한 공명당 23석을 비롯한 연합측에서 30석을 확보하며, 과반 64석을 넘어섰다. 한편 집권 자민당은 23석으로, 지난 2009년의 38석 보다도 낮은 역대 최저 의석을 기록했다. |  |      |
| 2017년 7월 2일 (일요일) |  | 편집 |

| 2017년 7월 2일 (일요일) |  | 편집 |

| \| 2017년 7월 3일 (월요일) \| \| 편집 \| |  |      |
| 정치 - 김상곤 교육부 장관 후보자와 김은경 환경부 장관 후보자의 청문보고서가 각각의 대한민국 국회 상임위원회에서 채택되었다. - 대한민국의 제1야당인 자유한국당의 제2차 전당대회에서 홍준표 전(前) 경상남도지사가 당대표에 당선되었다. 스포츠 - 영국 윔블던에서 제131회 윔블던 선수권 대회가 열렸다. 윔블던 선수권 대회는 세계 4대 테니스 대회의 하나로, 지난 1877년부터 시작되었다. 재해 - 중화인민공화국 남부 지역이 열흘 이상 집중호우가 계속되며 홍수(洪水)가 났고, 약 1500만 명의 이재민이 발생했다. 한편 베이징을 비롯한 허베이, 랴오닝, 네이멍구 등의 북부 지역은 폭염(暴炎)이 덮치며, 한낮 기온이 최고 34도에서 37도를 기록하였다. |  |      |
| 2017년 7월 3일 (월요일) |  | 편집 |

| 2017년 7월 3일 (월요일) |  | 편집 |

| \| 2017년 7월 4일 (화요일) \| \| 편집 \|                                                                             |  |      |
| 정치 - 김상곤 후보자가 대한민국의 부총리 겸 교육부 장관에, 김은경 후보자가 대한민국의 환경부 장관에 각각 임명되었다. |  |      |
| 2017년 7월 4일 (화요일)                                                                                              |  | 편집 |

| 2017년 7월 4일 (화요일) |  | 편집 |

| \| 2017년 7월 5일 (수요일) \| \| 편집 \| |  |      |
| 경제 - 지난 6월의 연방공개시장위원회(FOMC) 회의록이 공개되었으며, 2~3개월 이후 연방준비제도(Fed)의 보유 자산 축소가 논의된 것으로 확인되었다. 연방준비제도의 보유 자산은 2008년 금융위기 직전에는 1조 달러에 못미쳤으나, 현재 약 4조 5천 억 달러까지 증가했다. 사회 - 대한민국 울진군 소재의 한울원자력발전소 5호기의 가동이 중지되었다. 발전소 측은 냉각재 펌프 4대 중 2대가 멈춰 자동 정지되었다고 밝혔다. 한울 5호기는 2004년 7월부터 상업운전을 개시한 100만kW급 가압수형 원자로이며, 지난 해 12월 20일 냉각수가 누출되는 사고로 가동이 중단되었다가, 올해 2월에 운전을 재개하였다. 부고 - 대한민국의 희극 배우인 조금산이 54세를 일기로 숨졌다. |  |      |
| 2017년 7월 5일 (수요일) |  | 편집 |

| 2017년 7월 5일 (수요일) |  | 편집 |

| \| 2017년 7월 6일 (목요일) \| \| 편집 \|                                                                                       |  |      |
| 재해 - 일본 규슈 지방에 최대 500mm의 기록적인 폭우(暴雨)가 내렸다. 이로인해 최소 10명 이상이 실종되고, 시설물 피해가 잇달았다. |  |      |
| 2017년 7월 6일 (목요일) |  | 편집 |

| 2017년 7월 6일 (목요일) |  | 편집 |

| \| 2017년 7월 7일 (금요일) \| \| 편집 \| |  |      |
| 국제 관계 - 독일 함부르크에서 2017년 G20 정상회의가 개막했다. 이번 회의는 7일·8일 양일간 진행된다. 문화와 예술 - 유네스코(UNESCO)가 폴란드 크라쿠프에서 열린 회의에서 요르단강 서안 지구의 도시인 헤브론의 구(舊) 시가지를 팔레스타인의 세계유산으로 지정하였다. 한편, 이스라엘은 이에 반발하여 회의 도중 퇴장하였다. 보건과 환경 - 세계보건기구(WHO) 조사 결과 항생제가 듣지 않는 임질이 확산되고 있는 것으로 나타났다. 또한 구강성교가 임질균을 몸의 여러부위로 확산시키고 내성(耐性)을 갖게 하는, 이른바 '슈퍼 임질'을 유발하는 것으로 밝혀졌다. 사고와 재해 - 이탈리아 나폴리 남부의 토레안눈치아타에서 재건축 중이던 5층 아파트가 붕괴되는 사고가 발생해, 최소 8명이 매몰되었다. |  |      |
| 2017년 7월 7일 (금요일) |  | 편집 |

| 2017년 7월 7일 (금요일) |  | 편집 |

| \| 2017년 7월 8일 (토요일) \| \| 편집 \|                                                                                   |  |      |
| 국제 관계 - 2017년 G20 정상회의가 공동선언문을 발표하며 폐막하였다. 부고 - 미국의 배우 넬슨 엘리스가 39세를 일기로 숨졌다. |  |      |
| 2017년 7월 8일 (토요일) |  | 편집 |

| 2017년 7월 8일 (토요일) |  | 편집 |

| \| 2017년 7월 9일 (일요일) \| \| 편집 \| |  |      |
| 무력 충돌·공격 - 하이다르 압바디 이라크 총리가 북부의 도시인 모술을 탈환(奪還)하였다고 공식 선언하였다. 지난 2014년 6월 이슬람 국가(IS)에 기습 점령당한지 3년여 만이다. 정치 - 터키 이스탄불에서 열린 반정부 집회에 약 200만 명의 시민이 모였으며, 레제프 타이이프 에르도안 대통령의 철권통치를 규탄하였다. |  |      |
| 2017년 7월 9일 (일요일) |  | 편집 |

| 2017년 7월 9일 (일요일) |  | 편집 |

| \| 2017년 7월 10일 (월요일) \| \| 편집 \| |  |      |
| 사회 - 프랑스 내무부 장관이 “2025년까지 원자로 17기 이상을 폐쇄할 수 있다”고 인터뷰에서 밝혔다. 프랑스는 현재 58기의 원자로가 운영되고 있으며, 전체 발전량의 75%를 담당한다. |  |      |
| 2017년 7월 10일 (월요일) |  | 편집 |

| 2017년 7월 10일 (월요일) |  | 편집 |

| \| 2017년 7월 11일 (화요일) \| \| 편집 \| |  |      |
| 사회 - 중화인민공화국 정부가 국영 통신회사 차이나모바일, 차이나유니콤, 차이나텔레콤 등에 내년 2월까지 사용자들의 가상 사설망(VPN) 접속을 차단하라고 지시하였다. |  |      |
| 2017년 7월 11일 (화요일) |  | 편집 |

| 2017년 7월 11일 (화요일) |  | 편집 |

| \| 2017년 7월 12일 (수요일) \| \| 편집 \| |  |      |
| 정치 - 브라질의 룰라 전 대통령이 뇌물 수수 및 돈세탁 혐의로 징역 9년 6개월을 선고받았다. 문화 - 무라카미 하루키의 소설 《기사단장 죽이기》의 한국어판이 출간되었다. 사회 - 몰타가 유럽 연합(EU) 국가중 15번째로 동성결혼을 합법화 하였다. 환경 - 라르센 C 빙붕의 일부가 큰 조각의 빙산으로 떨어져나간 것으로 확인되었다. 떨어져 나간 빙산은 A68로 명명되었으며, 무게는 약 1조 톤에 달하는 것으로 보인다. 연구자들은 지구 온난화로 인한 기후 변화인지에 대해서 연구 중이다. |  |      |
| 2017년 7월 12일 (수요일) |  | 편집 |

| 2017년 7월 12일 (수요일) |  | 편집 |

| \| 2017년 7월 13일 (목요일) \| \| 편집 \| |  |      |
| 정치 - 문재인 대통령이 송영무 후보자를 대한민국의 국방부 장관에 임명하였다. 법과 범죄 - 브라질 연방 하원 사법위원회의 표결 결과 미셰우 테메르 대통령의 재판 회부 의견서 채택이 부결되었다. 66명(찬성 25명, 반대 40명, 기권 1원)의 의원이 참여한 사법위원회 표결이 부결됨에 따라, 이후 하원 전체 투표를 거쳐 재판 회부를 결정하게 되었다. 테메르 대통령은 지난 6월 27일 부패 혐의로 기소(起訴)되었다. 스포츠 - 미국 뉴저지주에서 제72회 US 여자 오픈이 개막하였다. 부고 - 2010년 노벨평화상을 수상한 중화인민공화국의 류샤오보가 61세를 일기로 숨졌다. |  |      |
| 2017년 7월 13일 (목요일) |  | 편집 |

| 2017년 7월 13일 (목요일) |  | 편집 |

| \| 2017년 7월 14일 (금요일) \| \| 편집 \| |  |      |
| 법과 범죄 - 페루 법원이 오얀타 우말라 전(前) 대통령 부부를 정치 자금 수수와 돈세탁 혐의로 구속 기소하였다. 스포츠 - 헝가리 부다페스트에서 2017년 세계 수영 선수권 대회가 열렸다. 이번 대회는 7월 30일까지 치러진다. 부고 - 필즈상을 수상한 이란의 여성 수학자 마리암 미르자하니가 40세를 일기로 숨졌다. |  |      |
| 2017년 7월 14일 (금요일) |  | 편집 |

| 2017년 7월 14일 (금요일) |  | 편집 |

| \| 2017년 7월 15일 (토요일) \| \| 편집 \| |  |      |
| 정치 - 중화인민공화국 랴오닝성 선양시는 기자회견을 통해 류샤오보의 영결식이 부인 류샤를 비롯한 가족들이 참석한 가운데 진행되었으며, 화장(火葬)된 유골은 바다에 뿌려졌다고 밝혔다. - 중화인민공화국 충칭시 위원회 서기 쑨정차이가 해임되고, 후임으로 천민얼이 기용되었다. 사회 - 대한민국 최저임금위원회가 2018년도 최저임금을 7,530원으로 확정하였다. 2017년도 최저임금 6,470원에서 1,060원(16.4%) 인상되었다. 스포츠 - 윔블던 테니스 대회 여자 단식에서 가르비녜 무구루사가 우승하였다. 사고 - 이란 테헤란 남부의 샤흐레 레이 지하철역에서 흉기 난동이 발생해 세 명이 부상을 입었다. 용의자는 출동한 경찰에 의해 사살되었다. 부고 - 미국의 배우 마틴 랜도가 89세를 일기로 숨졌다. |  |      |
| 2017년 7월 15일 (토요일) |  | 편집 |

| 2017년 7월 15일 (토요일) |  | 편집 |

| \| 2017년 7월 16일 (일요일) \| \| 편집 \| |  |      |
| 스포츠 - 윔블던 테니스 대회 남자 단식에서 로저 페더러가 우승하였다. 개인 통산 8 번째이다. 부고 - 미국의 영화 감독 조지 A. 로메로가 77세 일기로 사망하다. |  |      |
| 2017년 7월 16일 (일요일) |  | 편집 |

| 2017년 7월 16일 (일요일) |  | 편집 |

| \| 2017년 7월 17일 (월요일) \| \| 편집 \| |  |      |
| 정치 - 터키 의회가 비상사태를 3개월 더 연장하는 법안을 승인했다. 2016년 7월의 쿠데타 시도 이후에 선포된 비상사태는 이번이 4번째 연장으로, 정의개발당(AKP)과 야당인 민족주의자 운동당(MHP)의 찬성표로 비준되었다. 재해 - 중화인민공화국 당국은 지린성에서 홍수로 인해 최소 18명이 사망하고, 18명이 실종되었다고 밝혔다. 지난 13일과 14일 폭우가 내리며 지린성 곳곳이 침수되었으며, 지린시에서는 11만 명이 대피하였다. 스포츠 - 박성현이 골프 메이저 대회인 US 여자 오픈에서 우승하였다. |  |      |
| 2017년 7월 17일 (월요일) |  | 편집 |

| 2017년 7월 17일 (월요일) |  | 편집 |

| \| 2017년 7월 18일 (화요일) \| \| 편집 \| |  |      |
| 무력 충돌·공격 - 로드리고 두테르테 필리핀 대통령이 의회에 민다나오 지역의 계엄령 연장을 요청하였다. 민다나오 지역은 반군이 마라위를 점령함에 따라 지난 5월 23일 계엄령이 선포되었으며, 교전이 계속되고 있다. |  |      |
| 2017년 7월 18일 (화요일) |  | 편집 |

| 2017년 7월 18일 (화요일) |  | 편집 |

| \| 2017년 7월 19일 (수요일) \| \| 편집 \| |  |      |
| 재해 - 미국 캘리포니아주(州)에서 산불이 크게 번지고 있다. 현지 언론은 16일 처음 발생한 산불이 번지면서 피해 면적이 약 185 km2(약 4만 5000 에이커)에 이르며, 여전히 확산 중이라고 전하였다. |  |      |
| 2017년 7월 19일 (수요일) |  | 편집 |

| 2017년 7월 19일 (수요일) |  | 편집 |

| \| 2017년 7월 20일 (목요일) \| \| 편집 \| |  |      |
| 부고 - 미국의 록 밴드 린킨 파크의 보컬인 체스터 베닝턴이 자살로 생을 마감하였다. 보건 - 벨기에 당국이 달걀에서 살충제 성분이 검출되었다고 유럽 연합 집행위원회(EC)에 보고하였다. 검출된 살충제 성분은 피프로닐(Fipronil)이며, 벼룩·이·진드기 등의 방제에 쓰인다. 사람이 일정 수준 이상으로 피프로닐을 섭취할 경우 간과 신장, 갑상선 등에 문제가 발생할 수 있다. 정치 - 인도에서 여당 인도국민당(BJP)의 람 나트 코빈드 후보가 65.6 %의 득표율로 새 인도 대통령에 당선되었다. 인도는 총리가 대부분의 권한을 갖는 의원내각제를 채택하고 있으며, 대통령의 역할은 대외 의전 등에 한정된다. |  |      |
| 2017년 7월 20일 (목요일) |  | 편집 |

| 2017년 7월 20일 (목요일) |  | 편집 |

| \| 2017년 7월 21일 (금요일) \| \| 편집 \| |  |      |
| 사회 - 중화인민공화국 상하이시의 한낮 기온이 40.9도까지 오르며, 1873년 기상 관측을 시작한 이래 최고기온을 기록하였다. 이전 최고기온 기록은 2013년 8월 7일의 40.8도이다. |  |      |
| 2017년 7월 21일 (금요일) |  | 편집 |

| 2017년 7월 21일 (금요일) |  | 편집 |

| \| 2017년 7월 22일 (토요일) \| \| 편집 \| |  |      |
| 군사 - 제럴드 R. 포드급 항공모함의 1번함 USS 제럴드 R. 포드 (CVN-78)가 취역(就役)하였다. 미국 버지니아주(州)의 노퍽 해군기지에서 열린 취역식에는 도널드 트럼프 대통령 등이 참가 하였다. 무력 충돌·공격 - 로드리고 두테르테 대통령의 계엄령 연장 요청을 필리핀 의회가 승인하였다. 이에따라 마라위에 내려진 계엄은 연말까지 연장되었다. |  |      |
| 2017년 7월 22일 (토요일) |  | 편집 |

| 2017년 7월 22일 (토요일) |  | 편집 |

| \| 2017년 7월 23일 (일요일) \| \| 편집 \| |  |      |
| 스포츠 - 지난 1일 개막한 2017년 투르 드 프랑스가 크리스 프룸의 종합 우승으로 막을 내렸다. 프룸은 21구간 중 우승한 구간없이 종합 우승을 차지하였으며, 이는 개인 통산 네 번째 우승이다. 대회 최고의 스프린터에게 주어지는 그린 저지는 마르셀 키텔에게 돌아갔다. 재해 - 대한민국 인천광역시에 110mm의 폭우가 내려 1명이 숨지고, 370여 곳이 침수 피해를 입었다. 인천역이 낙뢰로 인해 한 때 운행이 정지되었으며, 주안역 일대가 침수되기도 하였다. |  |      |
| 2017년 7월 23일 (일요일) |  | 편집 |

| 2017년 7월 23일 (일요일) |  | 편집 |

| \| 2017년 7월 24일 (월요일) \| \| 편집 \| |  |      |
| 무력 충돌·공격 - 아프가니스탄의 수도 카불에서 차량을 이용한 자살 폭탄 테러로 최소 35명이 숨지고, 40명 이상이 부상을 입었다. 정치 - 중화인민공화국의 공산당 중앙위원회가 지난 15일 해임된 쑨정차이 전(前) 충칭시 서기가 조사를 받고 있다고 밝혔다. 자세한 혐의 내용은 알려지지 않았다. |  |      |
| 2017년 7월 24일 (월요일) |  | 편집 |

| 2017년 7월 24일 (월요일) |  | 편집 |

| \| 2017년 7월 25일 (화요일) \| \| 편집 \| |  |      |
| 경제 - 그리스 재무부가 만기 5년의 국채 30억 유로 어치를 연 4.625 %의 금리로 조달하는 데 성공하였다. 이번 채권 발행은 구제금융 계획의 종료 1년 여 앞두고, 자체 자금조달 능력을 확인하는 차원에서 진행되었다. 보건 - 일본의 공영 방송 NHK가 일본 전역에서 지난 1주일간 수족구병 환자 2만6000명 이상이 발생했다고 보도하였다. 일본 후생노동성 산하의 국립감염증연구소는 지난 2011년 이상으로 유행할 수 있다고 경고하였다. 사고 - 인도 뭄바이에서 4층 건물이 무너지며 최소 8명이 숨지고, 30여 명이 매몰되었다. |  |      |
| 2017년 7월 25일 (화요일) |  | 편집 |

| 2017년 7월 25일 (화요일) |  | 편집 |

| \| 2017년 7월 26일 (수요일) \| \| 편집 \| |  |      |
| 정치 - 대한민국의 중앙행정기관이 18부 5처 17청으로 개편되었다. 이에 따라 중소벤처기업부와 소방청, 해양경찰청이 신설되었다. 행정자치부와 국민안전처가 행정안전부로 통합되고, 미래창조과학부가 과학기술정보통신부로 바뀌었다. 국가보훈처는 차관급에서 장관급으로 격상되었고, 대통령경호실은 장관급에서 차관급인 대통령실 경호처로 조정되었다. 사고 - 미국 오하이오주의 콜럼버스에서 놀이기구 안전 사고가 발생해 최소 1명이 숨지고, 7명이 부상을 입었다. 사고는 앞 뒤로 움직이며, 빙글빙글 도는 방식의 놀이기구가 운행 도중 좌석이 떨어져나가 추락하면서 발생하였다. 존 케이식 오하이오 주지사는 주(州)의 모든 놀이기구에 대하여 안전 점검을 지시하였다. |  |      |
| 2017년 7월 26일 (수요일) |  | 편집 |

| 2017년 7월 26일 (수요일) |  | 편집 |

| \| 2017년 7월 27일 (목요일) \| \| 편집 \| |  |      |
| 재해 - 지난 24일 프랑스 마르세유와 칸 지역에서 발생한 산불이 봄 레 미모사(Bormes-les-Mimosas)까지 번졌다. 불은 휴양지인 코르시카섬과 생트로페로도 번졌으며, 이로 인해 관광객 1만 3천여 명이 대피하였다. 지금까지 산불로 인한 삼림 피해 면적은 7천 헥타르에 이른다. |  |      |
| 2017년 7월 27일 (목요일) |  | 편집 |

| 2017년 7월 27일 (목요일) |  | 편집 |

| \| 2017년 7월 28일 (금요일) \| \| 편집 \| |  |      |
| 군사 - 조선민주주의인민공화국이 탄도유도탄 한 발을 시험 발사하였다. 미사일은 약 1,000km를 날아 동해 상에 추락하였다. 정치 - 파키스탄의 총리 나와즈 샤리프가 부패 혐의로 파면되었다. 파키스탄 대법원은 5인 만장 일치로 총리 파면을 결정하고 자격을 박탈하였다. 사고 - 스페인 바르셀로나에서 열차 사고가 발생하여 최소 50명이 부상을 입었다. 사고는 제동 장치이상으로 비롯된 것으로 보이며, 정확한 원인을 조사 중이다. |  |      |
| 2017년 7월 28일 (금요일) |  | 편집 |

| 2017년 7월 28일 (금요일) |  | 편집 |

| \| 2017년 7월 29일 (토요일) \| \| 편집 \| |  |      |
| 국제 관계 - 전날 심야의 조선민주주의인민공화국 미사일 발사와 관련하여 대한민국과 일본 등이 각각 국가안전보장회의(NSC)를 소집하였다. 대한민국은 사드(THAAD) 4기를 추가로 임시 배치한다고 밝혔으며, 이에 대하여 중화인민공화국은 '엄중한 우려'를 표명하며 반대 의사를 밝혔다. |  |      |
| 2017년 7월 29일 (토요일) |  | 편집 |

| 2017년 7월 29일 (토요일) |  | 편집 |

| \| 2017년 7월 30일 (일요일) \| \| 편집 \| |  |      |
| 군사 - 미국 국방부 산하의 유도탄방어국(MDA)이 알래스카주(州)의 코디악 공군기지에 설치된 사드(THADD)로 태평양 상공에서 쏘아올린 중거리탄도유도탄(IRBM)을 요격하는 데 성공했으며, 15번째 시험 성공이라고 밝혔다. 정치 - 니콜라스 마두로(Nicolás Maduro Moros) 베네수엘라 대통령이 국제사회의 경고에도 불구하고, 제헌의회 선거를 강행하였다. 투표 과정에서 군경(軍警)과 반정부 시위대가 충돌하며 10명이 숨졌다. |  |      |
| 2017년 7월 30일 (일요일) |  | 편집 |

| 2017년 7월 30일 (일요일) |  | 편집 |

| \| 2017년 7월 31일 (월요일) \| \| 편집 \| |  |      |
| 정치 - 대한민국에서 국민의당 제보 조작 사건과 관련하여 검찰의 수사결과 발표가 있었다. 국민의당은 비상대책위원회-의원총회 연석회의를 갖고, 대국민 사과문을 발표하였다. 재해 - 인도 오디샤 주의 재난당국이 전날 30일에 주(州) 곳곳에 벼락이 떨어졌으며, 이로 인하여 11명이 사망하고, 15명이 부상을 입은 것으로 확인되었다고 밝혔다. 부고 - 프랑스의 배우 잔 모로가 향년 89세 일기로 사망하다. |  |      |
| 2017년 7월 31일 (월요일) |  | 편집 |

| 2017년 7월 31일 (월요일) |  | 편집 |

| <           | 2017년 7월 | 2017년 7월 | 2017년 7월 | 2017년 7월 | 2017년 7월 | >            |
| 일          | 월         | 화         | 수         | 목         | 금         | 토           |
|             |            |            |            |            |            | 1 윤5.8 기축 |
| 2 9 경인    | 3 10 신묘  | 4 11 임진  | 5 12 계사  | 6 13 갑오  | 7 14 을미  | 8 15 병신    |
| 9 16 정유   | 10 17 무술 | 11 18 기해 | 12 19 경자 | 13 20 신축 | 14 21 임인 | 15 22 계묘   |
| 16 23 갑진  | 17 24 을사 | 18 25 병오 | 19 26 정미 | 20 27 무신 | 21 28 기유 | 22 29 경술   |
| 23 6.1 신해 | 24 2 임자  | 25 3 계축  | 26 4 갑인  | 27 5 을묘  | 28 6 병진  | 29 7 정사    |
| 30 8 무오   | 31 9 기미  |            |            |            |            |              |

| <           | 2017년 7월 | 2017년 7월 | 2017년 7월 | 2017년 7월 | 2017년 7월 | >            |
| 일          | 월         | 화         | 수         | 목         | 금         | 토           |
|             |            |            |            |            |            | 1 윤5.8 기축 |
| 2 9 경인    | 3 10 신묘  | 4 11 임진  | 5 12 계사  | 6 13 갑오  | 7 14 을미  | 8 15 병신    |
| 9 16 정유   | 10 17 무술 | 11 18 기해 | 12 19 경자 | 13 20 신축 | 14 21 임인 | 15 22 계묘   |
| 16 23 갑진  | 17 24 을사 | 18 25 병오 | 19 26 정미 | 20 27 무신 | 21 28 기유 | 22 29 경술   |
| 23 6.1 신해 | 24 2 임자  | 25 3 계축  | 26 4 갑인  | 27 5 을묘  | 28 6 병진  | 29 7 정사    |
| 30 8 무오   | 31 9 기미  |            |            |            |            |              |

| - 2017년 8월 - 2017년 7월 - 2017년 6월 편집하기 |